# 오일도
오일도(吳一島, 1901년 2월 24일 ~ 1946년 2월 28일)는 일제강점기의 시인이다. 

## 생애
본명은 오희병(吳熙秉)이며 일도(一島)는 아호이다. 본관은 낙안(樂安)이며 경상북도 영양에서 출생하였다.
경성제1고등보통학교를 거쳐 일본 릿쿄 대학교 철학과를 나왔다. 중학교 교사로 있다가 1931년 문단에 등장하여 《시문학》, 《문예월간》 등에 서정시를 발표하였다. 1934년 《시원》을 창간하여 문단에 예술지상주의의 꽃을 피게 하였다. <눈이여, 어서 내려 다오>, <노변의 애가> 등 주로 슬픈 서정시를 발표하였다.

## 가족 관계
- 아버지: 오익휴(吳益休)
- 어머니: 의흥 박씨(義興 朴氏)
- 형: 오희태(吳熙台)
- 아내: 조필현(趙畢賢)

## 인간 관계
- 사회운동가 조헌영(趙憲泳)과 교우 관계를 맺었다.

## 학력
- 경상북도 대구보통학교 수료
- 경상북도 영양보통학교 졸업
- 경성제1고등보통학교 졸업
- 일본 릿쿄 대학교 철학과 학사